# Automóviles y Máquinas del Ecuador
Automóviles y Máquinas del Ecuador S.A., kurz AYMESA, ist ein Unternehmen aus Ecuador.

## Beschreibung
Das Unternehmen wurde 1970 in Quito gegründet. In Zusammenarbeit mit General Motors begann 1973 die Produktion von Automobilen und Nutzfahrzeugen. Bis 1984 wurden Personenkraftwagen unter dem eigenen Markennamen Aymesa vermarktet. Andere Quellen nennen den Zeitraum 1972 bis in die 1980er Jahre oder von 1980 bis 1989 für diesen Markennamen. Seit 1984 lautet der Markenname Chevrolet. Abweichend davon wurde in den 1970er Jahren ein Modell in Venezuela als  Sanremo vermarktet.
Seit 1999 gibt es zusätzlich ein Abkommen mit Kia Motors zur Fahrzeugproduktion. Außerdem wurden von 2000 bis 2004 Fahrzeuge von Lada montiert.

## Fahrzeuge
Der Andino war ein Kleintransporter nach Vorbild des General Motors BTV Basic Transportation Vehicle. Der Vierzylindermotor mit OHV-Ventilsteuerung hatte 1300 cm³ Hubraum. Eine Quelle gibt die Bauzeit mit 1973 bis 1977 an, eine andere mit 1972 bis 1970er Jahre.
Der Condór war ein Coupé, der weitgehend dem Opel Kadett C entsprach. Die Karosserie bestand aus Fiberglas.
Der Gala war ebenfalls ein Coupé. Er hatte langgezogene hintere Seitenfenster.
Ab 1981 folgten verschiedene Modelle von Opel und Suzuki. Präzise genannt sind Suzuki Vitara ab 1990, Suzuki Forsa von 1991 bis 2004, Suzuki Esteem von 1996 bis 2002, Isuzu Rodeo von 1996 bis 2004, Opel Corsa ab 2002 und Chevrolet Spark ab Mai 2003.

## Produktionszahlen
| Jahr | Pkw der Marke Chevrolet | Pkw der Marke Kia | Pkw der Marke Lada |
| ---- | ----------------------- | ----------------- | ------------------ |
| 2000 | 8.632                   | 0                 | 147                |
| 2001 | 15.728                  | 195               | 2.441              |
| 2002 | 13.757                  | 1.376             | 748                |
| 2003 | 18.391                  | 1.949             | 360                |
| 2004 | 27.469                  | 1.044             | 431                |

Quelle:
Dazu kamen 2003 noch 6.787 Chevrolet-Pick-ups.